# Französische Badmintonmeisterschaft 1986
Die Französische Badmintonmeisterschaft 1986 fand in Morsang-sur-Orge statt. Es war die 37. Austragung der nationalen Titelkämpfe im Badminton in Frankreich.

## Titelträger
| Disziplin    | Sieger                            |
| ------------ | --------------------------------- |
| Herreneinzel | Benoît Pitte                      |
| Dameneinzel  | Anne Méniane                      |
| Herrendoppel | Jean-Claude Bertrand Kiet Truong  |
| Damendoppel  | Anne Méniane Sylvie Debienne      |
| Mixed        | Jean-Claude Bertrand Anne Méniane |